# (1860) Barbarossa
(1860) Barbarossa es un asteroide perteneciente al cinturón de asteroides descubierto el 28 de septiembre de 1973 por Paul Wild desde el observatorio de Berna-Zimmerwald, Suiza.

## Designación y nombre
Barbarossa fue designado inicialmente como 1973 SK.
Más adelante se nombró en honor del emperador alemán Federico I Barbarroja (1122-1190).

## Características orbitales
Barbarossa orbita a una distancia media del Sol de 2,566 ua, pudiendo alejarse hasta 3,086 ua y acercarse hasta 2,047 ua. Su inclinación orbital es 9,926° y la excentricidad 0,2025. Emplea en completar una órbita alrededor del Sol 1502 días.